# Januariopstand (Rusland)

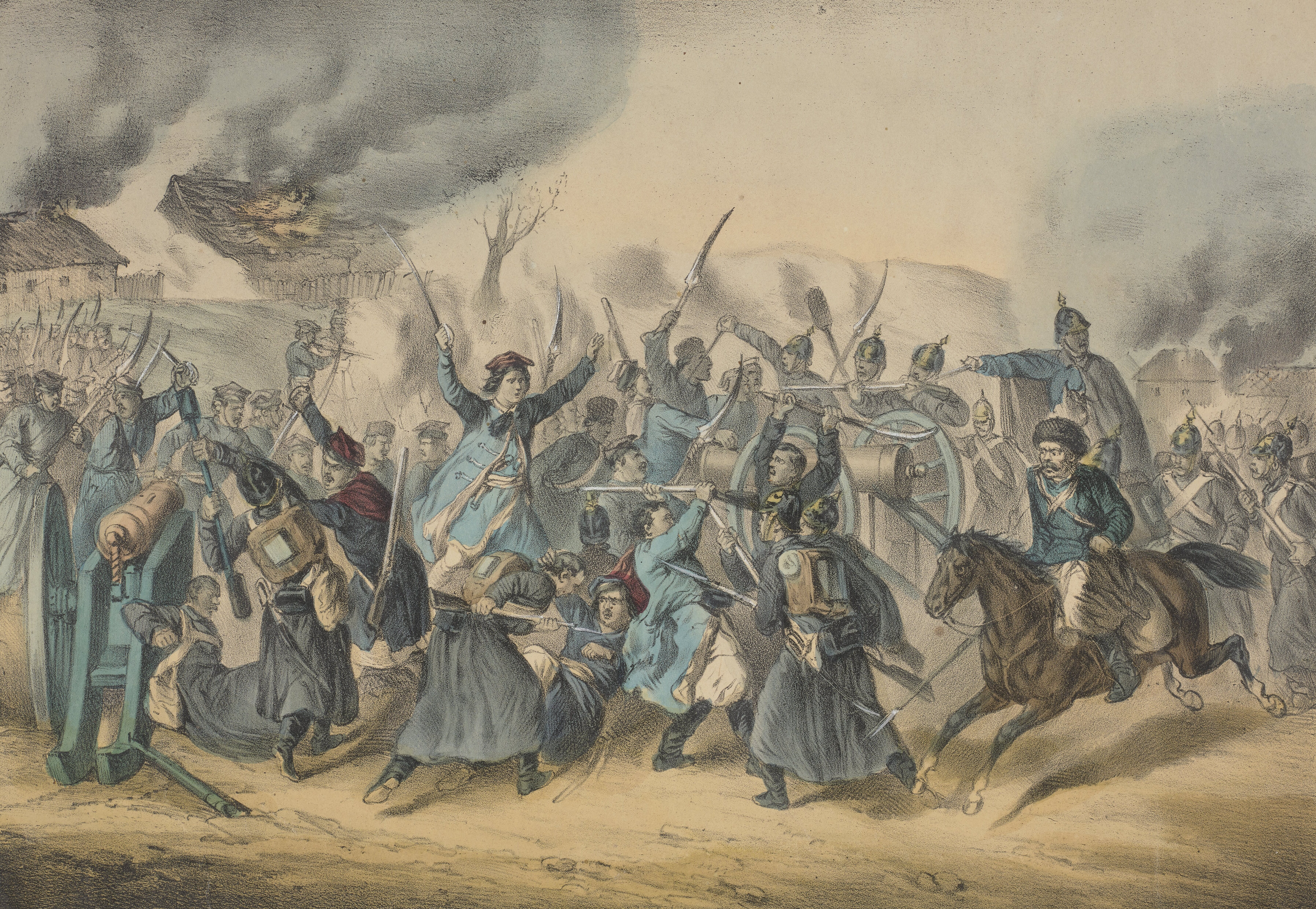
Gevechten tussen Polen en Russen bij Węgrów tijdens de Januariopstand

De Januariopstand is een guerrilla-opstand tegen het Russische keizerrijk in gebieden van het voormalige Pools-Litouwse Gemenebest, te weten Polen (aldaar de opvolger van de Novemberopstand), Litouwen, Wit-Rusland, Letland, delen van Oekraïne en West-Rusland. De opstand begon op 22 januari 1863 en eindigde toen de laatste opstandelingen in het jaar 1865 gevangengenomen waren.
De aanleiding was de instelling van de dienstplicht voor jonge Poolse mannen in het Russische leger. De opstand werd met veel geweld neergeslagen onder leiding van Michail Moeravjov-Vilenski, hetgeen bekritiseerd werd in zowel Europa alsook binnen Rusland zelf. Ongeveer 70.000 opstandelingen werden verbannen naar Siberië en andere gebieden buiten het strijdgebied. Verder werd onder andere het Russisch als officiële staatstaal ingesteld in Polen.
De murwgeslagen bevolking schakelde na de opstand om naar 'organisch werk'; niet langer werd onafhankelijkheid door gewapende strijd nagestreefd, maar economische en culturele verbeteringen werden nu vooropgesteld. In 1905 volgden echter toch weer opstanden tijdens de Poolse Revolutie.